# 間野谷車站
間野谷站（日语：／ Ainoya eki */?）曾經是一個位於群馬縣佐波郡赤堀村間野谷（現：伊勢崎市間野谷町）的日本國有鐵道兩毛線鐵路車站（廢站）。

## 相鄰車站
日本國有鐵道
兩毛線
國定－間野谷－岩宿